# Turdus
Turdus är ett släkte med medelstora tättingar inom familjen trastar. Släktet har sin huvudsakliga utbredning i Holarktis, men finns även representerat i Amerika, Afrika och Australien. Utöver detta har släktet även koloniserat öar ute till havs, och två arter har introducerats på Nya Zeeland. Många av arterna är flyttfåglar. Merparten är allätare och ofta markbundna under födosöket.

## Arter i taxonomisk ordning
Taxonomin här nedan följer AviList.
- Kinesisk trast (Turdus mupinensis)
- Hedtrast (Turdus simensis)
- Jordtrast (Turdus litsitsirupa)
- Dubbeltrast (Turdus viscivorus)
- Taltrast (Turdus philomelos)
- Aftontrast (Turdus pelios)
- Sãotométrast (Turdus olivaceofuscus)
- Príncipetrast (Turdus xanthorhynchus)
- Abessintrast (Turdus abyssinicus)
- Usambaratrast (Turdus roehli)
- Taitatrast (Turdus helleri)
- Somaliatrast (Turdus ludoviciae)
- Barögd trast (Turdus tephronotus)
- Karrootrast (Turdus smithi)
- Olivtrast (Turdus olivaceus)
- Komortrast (Turdus bewsheri)
- Kurrichanetrast (Turdus libonyana)
- Sulawesitrast (Turdus turdoides)
- Mandarintrast (Turdus mandarinus)
- Jementrast (Turdus menachensis)
- Rödvingetrast (Turdus iliacus)
- Koltrast (Turdus merula)
- Vitryggig trast (Turdus kessleri)
- Tibettrast (Turdus maximus)
- Björktrast (Turdus pilaris)
- Vithalsad trast (Turdus albocinctus)
- Kastanjetrast (Turdus rubrocanus)
- Ringtrast (Turdus torquatus)
- Rödhalsad trast (Turdus ruficollis)
- Svarthalsad trast (Turdus atrogularis)
- Rödtrast (Turdus naumanni)
- Bruntrast (Turdus eunomus)
- Taiwantrast (Turdus niveiceps)
- Gråvingad trast (Turdus boulboul)
- Indisk trast (Turdus simillimus)
- Svartvit trast (Turdus cardis)
- Gråryggig trast (Turdus hortulorum)
- Gråtrast (Turdus unicolor)
- Svartbröstad trast (Turdus dissimilis)
- Izutrast (Turdus celaenops)
- Brunhuvad trast (Turdus chrysolaus)
- Gråhalsad trast (Turdus obscurus)
- Amurtrast (Turdus pallidus)
- Mingtrast (Turdus feae)
- Mindorotrast (Turdus mindorensis)
- Luzontrast (Turdus thomassoni)
- Mindanaotrast (Turdus nigrorum)
- Julötrast (Turdus erythropleurus)
- Wallaceatrast (Turdus schlegelii)
- Javatrast (Turdus javanicus)
- Molucktrast (Turdus deningeri)
- Papuatrast (Turdus papuensis)
- Bismarcktrast (Turdus heinrothi)
- Bougainvilletrast (Turdus bougainvillei)
- Salomontrast (Turdus kulambangrae)
- Vanuatutrast (Turdus vanikorensis)
- Vithuvad trast (Turdus pritzbueri)
- Nyakaledonientrast (Turdus xanthopus)
- Norfolktrast (Turdus poliocephalus) – utdöd
- Samoatrast (Turdus samoensis)
- Fijitrast (Turdus ruficeps)
- Vithakad trast (Turdus aurantius)
- Caymantrast (Turdus ravidus) – utdöd
- Asktrast (Turdus ardosiaceus)
- Kubatrast (Turdus plumbeus)
- Rosthalsad trast (Turdus rufitorques)
- Vandringstrast (Turdus migratorius)
- Svarttrast (Turdus infuscatus)
- Sottrast (Turdus nigrescens)
- Molntrast (Turdus plebejus)
- Vitögd trast (Turdus jamaicensis)
- Hispaniolatrast (Turdus swalesi)
- Antillertrast (Turdus lherminieri)
- Ljusögd trast (Turdus leucops)
- Orangebukig trast (Turdus fulviventris)
- Blytrast (Turdus reevei)
- Skiffertrast (Turdus nigriceps)
- Chiguancotrast (Turdus chiguanco)

- Glanstrast (Turdus serranus)
- Stortrast (Turdus fuscater)
- Svarthuvad trast (Turdus olivater)
- Smedtrast (Turdus subalaris)
- Sydtrast (Turdus falcklandii)
- Tristantrast (Turdus eremita)
- Gräddbukig trast (Turdus amaurochalinus)
- Campinatrast (Turdus arthuri)
- Marañóntrast (Turdus maranonicus)
- Svartnäbbad trast (Turdus ignobilis)
- Gulbent trast (Turdus flavipes)
- Halsbandstrast (Turdus albicollis)
- Kaneltrast (Turdus obsoletus)
- Daguatrast (Turdus daguae)
- Tepuítrast (Turdus murinus)
- Amazontrast (Turdus lawrencii)
- Sepiatrast (Turdus assimilis)
- Mexikansk trast (Turdus rufopalliatus)
- Blekbröstad trast (Turdus leucomelas)
- Flodtrast (Turdus hauxwelli)
- Kakaotrast (Turdus fumigatus)
- Rostbukig trast (Turdus rufiventris)
- Arawaktrast (Turdus nudigenis)
- Boliviatrast (Turdus haplochrous)
- Várzeatrast (Turdus sanchezorum)
- Ecuadortrast (Turdus maculirostris)
- Lerfärgad trast (Turdus grayi)